# Coscinia miranda
Coscinia miranda là một loài bướm đêm thuộc phân họ Arctiinae, họ Erebidae.